# シシリー・ソンダース

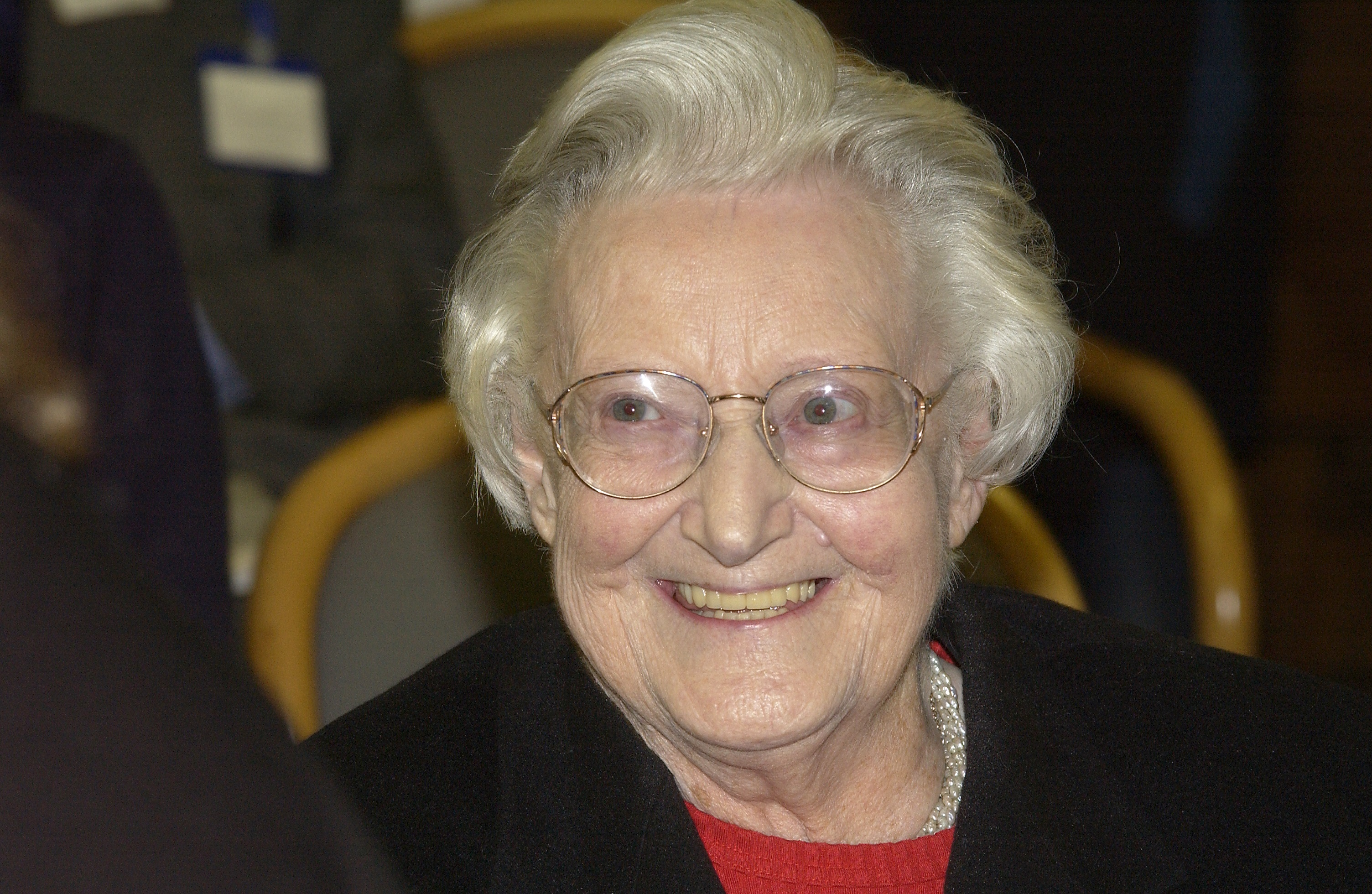
証人セミナー「痛み管理の革新」2002

シシリー・ソンダース（英: Dame Cicely Mary Strode Saunders、1918年6月22日・ロンドン - 2005年7月14日）は、イギリスの医師。
世界各国の数多くの大学と交流を持つ著述家でもある。メリット勲章の受章者（OM）であり、大英帝国勲章デーム・コマンダー（DBE）のデーム爵位を有する。そのため、正しくはデーム・シシリー・ソンダース（英: Dame Cecily Saunders）と呼ばれる。

## 人物
彼女はホスピス運動の誕生に当たって重要な役割を果たし、また近代医学における緩和医療の重要性を強く強調することでも知られる。シシリー・サンダーズとも。「死にゆく人の尊厳」（死んでいく人が本人の人生に価値を見出すこと）という言葉を定義した。
彼女は、ローディーン、オックスフォード大学のセント・アンズ・カレッジ、聖トマス病院医学校(St Thomas's Hospital Medical School)、そしてナイチンゲール看護学校で教育を受けた。その後、1967年、自ら聖クリストファー病院(en:St Thomas' Hospital)にホスピス病棟を開設、以来、ここで働いてきた。彼女は、英国内科医師会（Royal College of Physicians）、英国看護協会（Royal College of Nursing）、そしてイングランド王立外科医師会のそれぞれ会員でもある。2005年、セント・クリストファー・ホスピスで87歳で死去。
1950年代までの医療は、モルヒネなどの鎮痛剤を、中毒になりやすく危険であることを理由に、末期患者(特にガンの末期患者)に対して使うことを控える傾向にあったが、サンダーズはそのようなやり方を改め、患者の肉体的な苦痛を改め、精神的・心理的な苦痛を緩和し、安らかに余生を送ってもらえるような緩和ケア(palliative care)を実践した。このような医療は「ホリスティック医学；全人的医療(holistic medicine)」と呼ばれることもある。なお、セント・クリストファー・ホスピスは寄付によって運営されている慈善団体で、入院費用は原則として無料である。